# Mrnjina crkva
La Mrnjina crkva (en serbe cyrillique : Мрњина црква у Бечевици ; en serbe latin : Mrnjina crkva u Bečevici), ou église de Mrnja, est une église orthodoxe serbe située à Bečevica, dans le district de Šumadija et dans la municipalité de Knić en Serbie. Elle est inscrite sur la liste des monuments culturels protégés de la république de Serbie (identifiant no SK 257).

## Présentation
Les vestiges de la Mrnjina crkva se trouvent dans le cimetière du village. Il n'existe presque aucune donnée historique au sujet de l'édifice. Selon la tradition populaire, elle aurait été fondée par Mrnja, le père du roi Vukašin, d'où son surnom de « Mrnjina crkva », l'« église de Mrnja ». Cependant, en raison des circonstances géographiques et historiques, il est plus probable qu'elle ait été construite à la fin du XIVe siècle ou au début du XVe siècle, à l'époque du despotat de Serbie. Sa similitude architecturale avec les églises alentour et avec celle de la forteresse de Borač inclinent vers la même datation.
L'église n'est conservée que dans sa partie inférieure. De plan rectangulaire, elle disposait d'une abside à l'est et d'un narthex à l'ouest. Elle était construite en pierres concassées avec des façades enduites en mortier. L'intérieur était orné de fresques, ainsi qu'en attestent des vestiges de peintures.